# Trophy European Pentathlon 1970

Logo CEB (ausrichtender Verband)

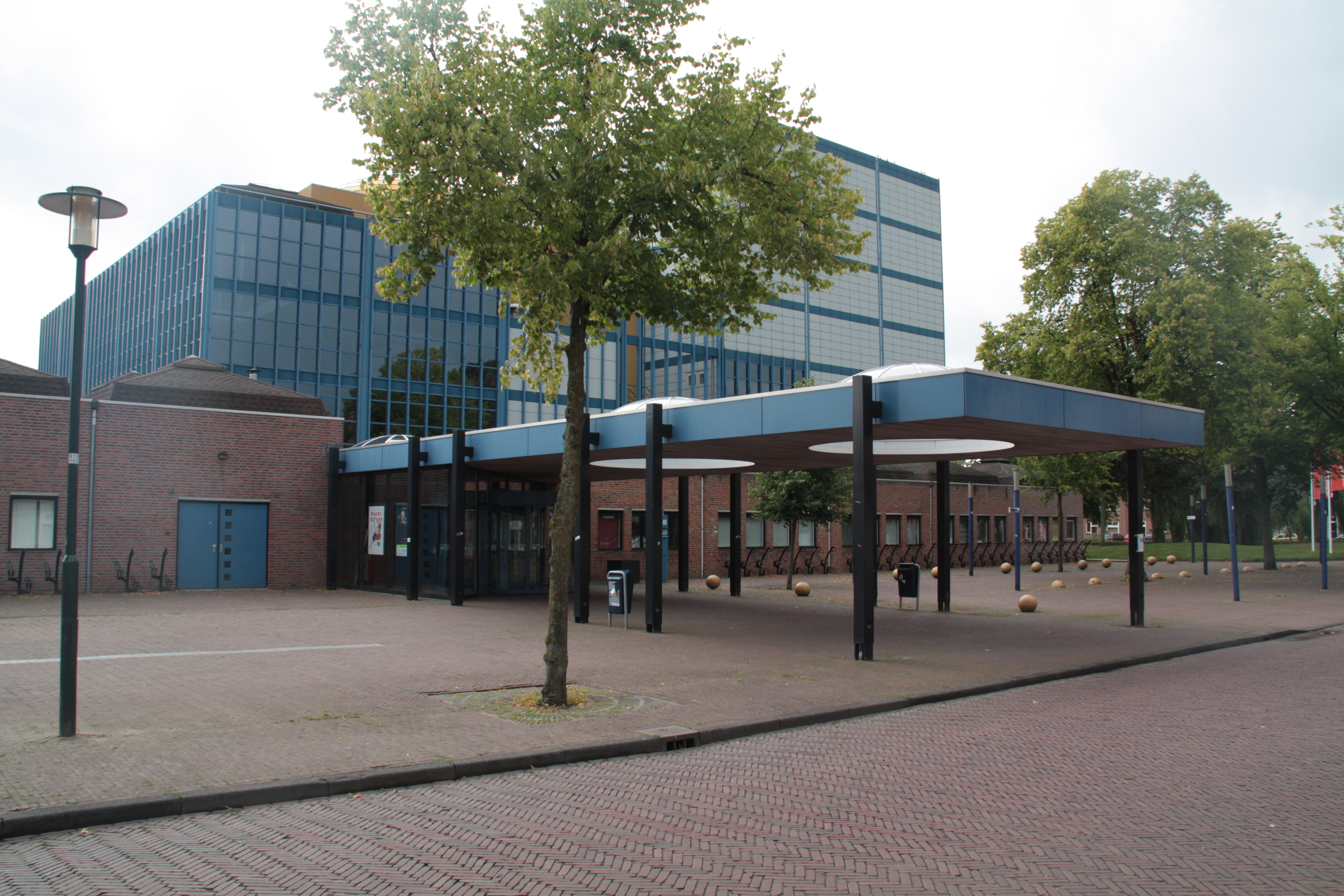
Kulturzentrum De Flint

Die Trophy European Pentathlon 1970 war die dritte Fünfkampf-Europameisterschaft für Nationalmannschaften, meist unter dem Namen TEP bekannt. Das Turnier fand vom 18. bis zum 22. November 1970 im niederländischen Amersfoort statt.

## Geschichte
Bis zur letzten Spielrunde hatten zwei Mannschaften vier Mal gewonnen. Damit gab es ein Endspiel um den Titel. Erstmals hatte die deutsche Mannschaft die Chance auf den Sieg. Im Endspiel gegen Belgien konnten aber bis auf den amtierenden Europameister in der Freien Partie Klaus Hose keiner der Akteure ihre beste Leistung abrufen. Die Belgier spielten sehr stark und wurden verdient zum zweiten Mal TEP-Sieger. Überraschend konnten sich die Franzosen die Bronzemedaille sichern. Die höher eingeschätzten Niederländer wurden nur Vierte.

## Gemeldete Mannschaften
| Disziplin    | Niederlande      | Belgien           | Deutschland         |
| ------------ | ---------------- | ----------------- | ------------------- |
| Freie Partie | Hans Sundquest   | Tony Schrauwen    | Klaus Hose          |
| Cadre 47/2   | Hans Vultink     | Ludo Dielis       | Siegfried Spielmann |
| Cadre 71/2   | Lambert van Leur | Emile Wafflard    | Dieter Müller       |
| Einband      | Henk de Kleine   | Raymond Ceulemans | Günter Siebert      |
| Dreiband     | Henny de Ruijter | Laurent Boulanger | August Tiedtke      |

| Disziplin    | Spanien         | Frankreich       | Österreich           |
| ------------ | --------------- | ---------------- | -------------------- |
| Freie Partie | Ramon Aguilera  | Delbarre         | Heinrich Weingartner |
| Cadre 47/2   | Perona          | Jean Galmiche    | Kurt Mastny          |
| Cadre 71/2   | José Gálvez     | Jean Lafaille    | Franz Stenzel        |
| Einband      | Alejandro Munoz | Roland Dufetelle | Otto Hitzinger       |
| Dreiband     | Avelino Rico    | Richard Bitalis  | Johann Scherz        |

## Turniermodus
Es wurde mit sechs Mannschaften im Round Robin System gespielt.
Die Wertung für die Endtabelle:
1. MP = Matchpunkte
2. PP = Partiepunkte
3. VMGD = Verhältnismässiger Mannschafts Generaldurchschnitt

## Abschlusstabelle
| Platz | Land        | Spiele | G-U-V | MP   | PP    | VMGD   |
| ----- | ----------- | ------ | ----- | ---- | ----- | ------ |
| 1     | Belgien     | 5      | 5-0-0 | 10:0 | 44:6  | 162,79 |
| 2     | Deutschland | 5      | 4-0-1 | 8:2  | 36:14 | ?      |
| 3     | Frankreich  | 5      | 3-0-2 | 6:4  | 24:26 | ?      |
| 4     | Niederlande | 5      | 2-0-3 | 4:6  | 25:25 | ?      |
| 5     | Spanien     | 5      | 1-0-4 | 2:8  | 12:38 | ?      |
| 6     | Österreich  | 5      | 0-0-5 | 0:10 | 9:41  | ?      |

## Spiele
| Disziplin             | Name                  | MP  | Pkt. | Aufn. | GD    | BED   | HS  |
| --------------------- | --------------------- | --- | ---- | ----- | ----- | ----- | --- |
| Niederlande – Spanien | Niederlande – Spanien | 8:2 |      |       |       |       |     |
| Freie Partie          | Hans Sundquest        | 0:2 | 234  | 6     | 39,00 | -     | 170 |
| Freie Partie          | Ramon Aguilera        | 2:0 | 500  | 6     | 83,33 | 83,33 | 450 |
| Cadre 47/2            | Hans Vultink          | 2:0 | 400  | 17    | 23,52 | 23,52 | 100 |
| Cadre 47/2            | Perona                | 0:2 | 224  | 17    | 13,17 | -     | 87  |
| Cadre 71/2            | Lambert van Leur      | 2:0 | 300  | 10    | 30,00 | 30,00 | 84  |
| Cadre 71/2            | José Gálvez           | 0:2 | 138  | 10    | 13,80 | -     | 67  |
| Einband               | Henk de Kleine        | 2:0 | 200  | 35    | 5,71  | 5,71  | 38  |
| Einband               | Alejandro Munoz       | 0:2 | 114  | 35    | 3,25  | -     | 14  |
| Dreiband              | Henny de Ruijter      | 2:0 | 60   | 86    | 0,697 | 0,697 | 4   |
| Dreiband              | Avelino Rico          | 0:2 | 42   | 86    | 0,488 | -     | 4   |

| Disziplin                | Name                     | MP  | Pkt. | Aufn. | GD     | BED    | HS  |
| ------------------------ | ------------------------ | --- | ---- | ----- | ------ | ------ | --- |
| Deutschland – Österreich | Deutschland – Österreich | 8:2 |      |       |        |        |     |
| Freie Partie             | Klaus Hose               | 2:0 | 500  | 4     | 125,00 | 125,00 | 247 |
| Freie Partie             | Heinrich Weingartner     | 0:2 | 54   | 4     | 13,50  | -      | 35  |
| Cadre 47/2               | Siegfried Spielmann      | 2:0 | 400  | 5     | 80,00  | 80,00  | 172 |
| Cadre 47/2               | Kurt Mastny              | 0:2 | 75   | 5     | 15,00  | -      | 33  |
| Cadre 71/2               | Dieter Müller            | 2:0 | 300  | 10    | 30,00  | 30,00  | 119 |
| Cadre 71/2               | Franz Stenzel            | 0:2 | 234  | 10    | 23,40  | -      | 116 |
| Einband                  | Günter Siebert           | 2:0 | 200  | 41    | 4,87   | 4,87   | 17  |
| Einband                  | Otto Hitzinger           | 0:2 | 120  | 41    | 2,92   | -      | 20  |
| Dreiband                 | August Tiedtke           | 0:2 | 39   | 55    | 0,709  | -      | 5   |
| Dreiband                 | Johann Scherz            | 2:0 | 60   | 55    | 1,090  | 1,090  | 8   |

| Disziplin            | Name                 | MP   | Pkt. | Aufn. | GD     | BED    | HS  |
| -------------------- | -------------------- | ---- | ---- | ----- | ------ | ------ | --- |
| Belgien – Frankreich | Belgien – Frankreich | 10:0 |      |       |        |        |     |
| Freie Partie         | Tony Schrauwen       | 2:0  | 500  | 4     | 125,00 | 125,00 | 205 |
| Freie Partie         | Delbarre             | 0:2  | 105  | 4     | 26,25  | -      | 102 |
| Cadre 47/2           | Ludo Dielis          | 2:0  | 400  | 9     | 44,44  | 44,44  | 119 |
| Cadre 47/2           | Jean Galmiche        | 0:2  | 194  | 9     | 21,55  | -      | 65  |
| Cadre 71/2           | Emile Wafflard       | 2:0  | 300  | 12    | 25,00  | 25,00  | 74  |
| Cadre 71/2           | Jean Lafaille        | 0:2  | 112  | 12    | 9,33   | -      | 29  |
| Einband              | Raymond Ceulemans    | 2:0  | 200  | 12    | 16,66  | 16,66  | 63  |
| Einband              | Roland Dufetelle     | 0:2  | 102  | 12    | 8,50   | -      | 40  |
| Dreiband             | Laurent Boulanger    | 2:0  | 60   | 72    | 0,833  | 0,833  | 7   |
| Dreiband             | Richard Bitalis      | 0:2  | 58   | 72    | 0,805  | -      | 6   |

| Disziplin                 | Name                      | MP  | Pkt. | Aufn. | GD     | BED    | HS  |
| ------------------------- | ------------------------- | --- | ---- | ----- | ------ | ------ | --- |
| Deutschland – Niederlande | Deutschland – Niederlande | 8:2 |      |       |        |        |     |
| Freie Partie              | Klaus Hose                | 2:0 | 500  | 4     | 125,00 | 125,00 | 337 |
| Freie Partie              | Hans Sundquest            | 0:2 | 282  | 4     | 70,50  | -      | 270 |
| Cadre 47/2                | Siegfried Spielmann       | 2:0 | 400  | 14    | 28,57  | 28,57  | 181 |
| Cadre 47/2                | Hans Vultink              | 0:2 | 299  | 14    | 21,35  | -      | 83  |
| Cadre 71/2                | Dieter Müller             | 2:0 | 300  | 10    | 30,00  | 30,00  | 220 |
| Cadre 71/2                | Lambert van Leur          | 0:2 | 52   | 10    | 5,20   | -      | 24  |
| Einband                   | Günter Siebert            | 0:2 | 98   | 31    | 3,16   | -      | 17  |
| Einband                   | Henk de Kleine            | 2:0 | 200  | 31    | 6,45   | 6,45   | 45  |
| Dreiband                  | August Tiedtke            | 2:0 | 60   | 59    | 1,016  | 1,016  | 8   |
| Dreiband                  | Henny de Ruijter          | 0:2 | 54   | 59    | 0,915  | -      | 5   |

| Disziplin            | Name                 | MP  | Pkt. | Aufn. | GD     | BED    | HS  |
| -------------------- | -------------------- | --- | ---- | ----- | ------ | ------ | --- |
| Frankreich – Spanien | Frankreich – Spanien | 8:2 |      |       |        |        |     |
| Freie Partie         | Delbarre             | 2:0 | 500  | 4     | 125,00 | 125,00 | 355 |
| Freie Partie         | Ramon Aguilera       | 0:2 | 194  | 4     | 48,50  | -      | 156 |
| Cadre 47/2           | Jean Galmiche        | 2:0 | 400  | 24    | 16,66  | 16,66  | 98  |
| Cadre 47/2           | Perona               | 0:2 | 308  | 24    | 12,83  | -      | 75  |
| Cadre 71/2           | Jean Lafaille        | 0:2 | 123  | 8     | 15,37  | -      | 49  |
| Cadre 71/2           | José Gálvez          | 2:0 | 300  | 8     | 37,50  | 37,50  | 113 |
| Einband              | Roland Dufetelle     | 2:0 | 200  | 25    | 8,00   | 8,00   | 33  |
| Einband              | Alejandro Munoz      | 0:2 | 100  | 25    | 4,00   | -      | 31  |
| Dreiband             | Richard Bitalis      | 2:0 | 60   | 64    | 0,937  | 0,937  | 7   |
| Dreiband             | Avelino Rico         | 0:2 | 35   | 64    | 0,546  | -      | 5   |

| Disziplin            | Name                 | MP   | Pkt. | Aufn. | GD     | BED    | HS  |
| -------------------- | -------------------- | ---- | ---- | ----- | ------ | ------ | --- |
| Belgien – Österreich | Belgien – Österreich | 10:0 |      |       |        |        |     |
| Freie Partie         | Tony Schrauwen       | 2:0  | 500  | 2     | 250,00 | 250,00 | 381 |
| Freie Partie         | Heinrich Weingartner | 0:2  | 0    | 2     | 0,00   | -      | 0   |
| Cadre 47/2           | Ludo Dielis          | 2:0  | 400  | 9     | 44,44  | 44,44  | 143 |
| Cadre 47/2           | Kurt Mastny          | 0:2  | 67   | 9     | 7,44   | -      | 37  |
| Cadre 71/2           | Emile Wafflard       | 2:0  | 300  | 11    | 27,27  | 27,27  | 120 |
| Cadre 71/2           | Franz Stenzel        | 0:2  | 107  | 11    | 9,72   | -      | 28  |
| Einband              | Raymond Ceulemans    | 2:0  | 200  | 18    | 11,11  | 11,11  | 57  |
| Einband              | Otto Hitzinger       | 0:2  | 97   | 18    | 5,38   | -      | 15  |
| Dreiband             | Laurent Boulanger    | 2:0  | 60   | 63    | 0,952  | 0,952  | 9   |
| Dreiband             | Johann Scherz        | 0:2  | 50   | 63    | 0,793  | -      | 5   |

| Disziplin                | Name                     | MP   | Pkt. | Aufn. | GD    | BED   | HS  |
| ------------------------ | ------------------------ | ---- | ---- | ----- | ----- | ----- | --- |
| Deutschland – Frankreich | Deutschland – Frankreich | 10:0 |      |       |       |       |     |
| Freie Partie             | Klaus Hose               | 2:0  | 500  | 7     | 71,42 | 71,42 | 418 |
| Freie Partie             | Delbarre                 | 0:2  | 228  | 7     | 32,57 | -     | 198 |
| Cadre 47/2               | Siegfried Spielmann      | 2:0  | 400  | 13    | 30,76 | 30,76 | 77  |
| Cadre 47/2               | Jean Galmiche            | 0:2  | 226  | 13    | 17,38 | -     | 86  |
| Cadre 71/2               | Dieter Müller            | 2:0  | 300  | 13    | 23,07 | 23,07 | 105 |
| Cadre 71/2               | Jean Lafaille            | 0:2  | 159  | 13    | 12,23 | -     | 50  |
| Einband                  | Günter Siebert           | 2:0  | 200  | 38    | 5,21  | 5,21  | 41  |
| Einband                  | Roland Dufetelle         | 0:2  | 176  | 38    | 4,63  | -     | 17  |
| Dreiband                 | August Tiedtke           | 2:0  | 60   | 75    | 0,800 | 0,800 | 4   |
| Dreiband                 | Richard Bitalis          | 0:2  | 58   | 75    | 0,773 | -     | 5   |

| Disziplin         | Name              | MP   | Pkt. | Aufn. | GD     | BED    | HS  |
| ----------------- | ----------------- | ---- | ---- | ----- | ------ | ------ | --- |
| Belgien – Spanien | Belgien – Spanien | 10:0 |      |       |        |        |     |
| Freie Partie      | Tony Schrauwen    | 2:0  | 500  | 3     | 166,66 | 166,66 | 497 |
| Freie Partie      | Ramon Aguilera    | 0:2  | 57   | 3     | 19,00  | -      | 55  |
| Cadre 47/2        | Ludo Dielis       | 2:0  | 400  | 9     | 44,44  | 44,44  | 216 |
| Cadre 47/2        | Perona            | 0:2  | 72   | 9     | 8,00   | -      | 30  |
| Cadre 71/2        | Emile Wafflard    | 2:0  | 300  | 5     | 60,00  | 60,005 | 153 |
| Cadre 71/2        | José Gálvez       | 0:2  | 226  | 5     | 45,20  | -      | 94  |
| Einband           | Raymond Ceulemans | 2:0  | 200  | 14    | 14,28  | 14,28  | 58  |
| Einband           | Alejandro Munoz   | 0:2  | 46   | 14    | 3,28   | -      | 13  |
| Dreiband          | Laurent Boulanger | 2:0  | 60   | 51    | 1,176  | 1,176  | 8   |
| Dreiband          | Avelino Rico      | 0:2  | 47   | 51    | 0,921  | -      | 7   |

| Disziplin                | Name                     | MP  | Pkt. | Aufn. | GD    | BED   | HS  |
| ------------------------ | ------------------------ | --- | ---- | ----- | ----- | ----- | --- |
| Niederlande – Österreich | Niederlande – Österreich | 7:3 |      |       |       |       |     |
| Freie Partie             | Hans Sundquest           | 2:0 | 500  | 11    | 45,45 | 45,45 | 261 |
| Freie Partie             | Heinrich Weingartner     | 0:2 | 470  | 11    | 42,72 | -     | 452 |
| Cadre 47/2               | Hans Vultink             | 2:0 | 400  | 5     | 80,00 | 80,00 | 158 |
| Cadre 47/2               | Kurt Mastny              | 0:2 | 63   | 5     | 12,60 | -     | 32  |
| Cadre 71/2               | Lambert van Leur         | 1:1 | 300  | 16    | 18,75 | 18,75 | 79  |
| Cadre 71/2               | Franz Stenzel            | 1:1 | 300  | 16    | 18,75 | 18,75 | 71  |
| Einband                  | Henk de Kleine           | 2:0 | 200  | 47    | 4,25  | 4,25  | 29  |
| Einband                  | Otto Hitzinger           | 0:2 | 128  | 47    | 2,72  | -     | 13  |
| Dreiband                 | Henny de Ruijter         | 0:2 | 59   | 51    | 1,156 | -     | 7   |
| Dreiband                 | Johann Scherz            | 2:0 | 60   | 51    | 1,176 | 1,176 | 7   |

| Disziplin               | Name                    | MP   | Pkt. | Aufn. | GD    | BED   | HS  |
| ----------------------- | ----------------------- | ---- | ---- | ----- | ----- | ----- | --- |
| Frankreich – Österreich | Frankreich – Österreich | 10:0 |      |       |       |       |     |
| Freie Partie            | Delbarre                | 2:0  | 500  | 6     | 83,33 | 83,33 | 432 |
| Freie Partie            | Heinrich Weingartner    | 0:2  | 11   | 6     | 1,83  | -     | 7   |
| Cadre 47/2              | Jean Galmiche           | 2:0  | 400  | 11    | 36,36 | 36,36 | 130 |
| Cadre 47/2              | Kurt Mastny             | 0:2  | 242  | 11    | 22,00 | -     | 105 |
| Cadre 71/2              | Jean Lafaille           | 2:0  | 300  | 14    | 21,42 | 21,42 | 93  |
| Cadre 71/2              | Franz Stenzel           | 0:2  | 138  | 14    | 9,85  | -     | 67  |
| Einband                 | Roland Dufetelle        | 2:0  | 200  | 33    | 6,06  | 6,06  | 46  |
| Einband                 | Otto Hitzinger          | 0:2  | 127  | 33    | 3,84  | -     | 15  |
| Dreiband                | Richard Bitalis         | 2:0  | 60   | 62    | 0,967 | 0,967 | 5   |
| Dreiband                | Johann Scherz           | 0:2  | 59   | 62    | 0,951 | -     | 6   |

| Disziplin             | Name                  | MP  | Pkt. | Aufn. | GD     | BED    | HS  |
| --------------------- | --------------------- | --- | ---- | ----- | ------ | ------ | --- |
| Deutschland – Spanien | Deutschland – Spanien | 8:2 |      |       |        |        |     |
| Freie Partie          | Klaus Hose            | 2:0 | 500  | 2     | 250,00 | 250,00 | 498 |
| Freie Partie          | Ramon Aguilera        | 0:2 | 252  | 2     | 126,00 | -      | 252 |
| Cadre 47/2            | Siegfried Spielmann   | 2:0 | 400  | 6     | 66,66  | 66,66  | 140 |
| Cadre 47/2            | Perona                | 0:2 | 72   | 6     | 12,00  | -      | 68  |
| Cadre 71/2            | Dieter Müller         | 2:0 | 300  | 13    | 23,07  | 23,07  | 222 |
| Cadre 71/2            | José Gálvez           | 0:2 | 272  | 13    | 20,92  | -      | 86  |
| Einband               | Günter Siebert        | 2:0 | 200  | 41    | 4,87   | 4,87   | 26  |
| Einband               | Alejandro Munoz       | 0:2 | 164  | 41    | 4,00   | -      | 24  |
| Dreiband              | August Tiedtke        | 0:2 | 53   | 76    | 0,697  | -      | 5   |
| Dreiband              | Avelino Rico          | 2:0 | 60   | 76    | 0,789  | 0,789  | 5   |

| Disziplin             | Name                  | MP  | Pkt. | Aufn. | GD     | BED    | HS  |
| --------------------- | --------------------- | --- | ---- | ----- | ------ | ------ | --- |
| Belgien – Niederlande | Belgien – Niederlande | 6:4 |      |       |        |        |     |
| Freie Partie          | Tony Schrauwen        | 2:0 | 500  | 3     | 166,66 | 166,66 | 499 |
| Freie Partie          | Hans Sundquest        | 0:2 | 459  | 3     | 153,00 | -      | 231 |
| Cadre 47/2            | Ludo Dielis           | 0:2 | 253  | 6     | 42,16  | -      | 199 |
| Cadre 47/2            | Hans Vultink          | 2:0 | 400  | 6     | 66,66  | 66,66  | 260 |
| Cadre 71/2            | Emile Wafflard        | 2:0 | 300  | 3     | 100,00 | 100,00 | 287 |
| Cadre 71/2            | Lambert van Leur      | 0:2 | 122  | 3     | 40,66  | -      | 93  |
| Einband               | Raymond Ceulemans     | 2:0 | 200  | 20    | 10,00  | 10,00  | 65  |
| Einband               | Henk de Kleine        | 0:2 | 55   | 20    | 2,75   | -      | 12  |
| Dreiband              | Laurent Boulanger     | 0:2 | 30   | 50    | 0,600  | -      | 4   |
| Dreiband              | Henny de Ruijter      | 2:0 | 60   | 50    | 1,200  | 1,200  | 6   |

| Disziplin            | Name                 | MP  | Pkt. | Aufn. | GD     | BED    | HS  |
| -------------------- | -------------------- | --- | ---- | ----- | ------ | ------ | --- |
| Spanien – Österreich | Spanien – Österreich | 6:4 |      |       |        |        |     |
| Freie Partie         | Ramon Aguilera       | 0:2 | 52   | 4     | 13,00  | -      | 46  |
| Freie Partie         | Heinrich Weingartner | 2:0 | 500  | 4     | 125,00 | 125,00 | 285 |
| Cadre 47/2           | Perona               | 2:0 | 400  | 8     | 50,00  | 50,00  | 159 |
| Cadre 47/2           | Kurt Mastny          | 0:2 | 78   | 8     | 9,75   | -      | 26  |
| Cadre 71/2           | José Gálvez          | 2:0 | 300  | 11    | 27,27  | 27,27  | 98  |
| Cadre 71/2           | Franz Stenzel        | 0:2 | 119  | 11    | 10,81  | -      | 42  |
| Einband              | Alejandro Munoz      | 2:0 | 200  | 43    | 4,65   | 4,65   | 43  |
| Einband              | Otto Hitzinger       | 0:2 | 88   | 43    | 2,04   | -      | 15  |
| Dreiband             | Avelino Rico         | 0:2 | 33   | 52    | 0,634  | -      | 5   |
| Dreiband             | Johann Scherz        | 2:0 | 60   | 52    | 1,153  | 1,153  | 6   |

| Disziplin                | Name                     | MP  | Pkt. | Aufn. | GD     | BED    | HS  |
| ------------------------ | ------------------------ | --- | ---- | ----- | ------ | ------ | --- |
| Frankreich – Niederlande | Frankreich – Niederlande | 6:4 |      |       |        |        |     |
| Freie Partie             | Delbarre                 | 2:0 | 500  | 5     | 100,00 | 100,00 | 332 |
| Freie Partie             | Hans Sundquest           | 0:2 | 21   | 5     | 4,20   | -      | 12  |
| Cadre 47/2               | Jean Galmiche            | 0:2 | 135  | 8     | 16,87  | -      | 66  |
| Cadre 47/2               | Hans Vultink             | 2:0 | 400  | 8     | 50,00  | 50,00  | 117 |
| Cadre 71/2               | Jean Lafaille            | 0:2 | 213  | 8     | 26,62  | 26,62  | 65  |
| Cadre 71/2               | Lambert van Leur         | 2:0 | 300  | 8     | 37,50  | 37,50  | 103 |
| Einband                  | Roland Dufetelle         | 2:0 | 200  | 25    | 8,00   | 8,00   | 68  |
| Einband                  | Henk de Kleine           | 0:2 | 189  | 25    | 7,56   | -      | 34  |
| Dreiband                 | Richard Bitalis          | 2:0 | 60   | 66    | 0,909  | 0,909  | 7   |
| Dreiband                 | Henny de Ruijter         | 0:2 | 58   | 66    | 0,878  | -      | 9   |

| Disziplin             | Name                  | MP  | Pkt. | Aufn. | GD     | BED    | HS  |
| --------------------- | --------------------- | --- | ---- | ----- | ------ | ------ | --- |
| Belgien – Deutschland | Belgien – Deutschland | 8:2 |      |       |        |        |     |
| Freie Partie          | Tony Schrauwen        | 0:2 | 42   | 3     | 14,00  | -      | 34  |
| Freie Partie          | Klaus Hose            | 2:0 | 500  | 3     | 166,66 | 166,66 | 366 |
| Cadre 47/2            | Ludo Dielis           | 2:0 | 400  | 3     | 133,33 | 133,33 | 382 |
| Cadre 47/2            | Siegfried Spielmann   | 0:2 | 46   | 3     | 15,33  | -      | 42  |
| Cadre 71/2            | Emile Wafflard        | 2:0 | 300  | 7     | 42,85  | 42,85  | 172 |
| Cadre 71/2            | Dieter Müller         | 0:2 | 107  | 7     | 15,28  | -      | 71  |
| Einband               | Raymond Ceulemans     | 2:0 | 200  | 13    | 15,38  | 15,38  | 52  |
| Einband               | Günter Siebert        | 0:2 | 39   | 13    | 3,00   | -      | 19  |
| Dreiband              | Laurent Boulanger     | 2:0 | 60   | 65    | 0,923  | 0,923  | 6   |
| Dreiband              | August Tiedtke        | 0:2 | 49   | 65    | 0,753  | -      | 5   |

## Einzel-Ranglisten
| Platz | Name                 | MP   | Pkte. | Aufn. | GD     | BED    | HS  |
| ----- | -------------------- | ---- | ----- | ----- | ------ | ------ | --- |
| 1     | Klaus Hose           | 10:0 | 2500  | 20    | 125,00 | 250,00 | 498 |
| 2     | Tony Schrauwen       | 8:2  | 2042  | 15    | 136,13 | 250,00 | 499 |
| 3     | Delbarre             | 6:4  | 1833  | 26    | 70,50  | 125,00 | 432 |
| 4     | Ramon Aguilera       | 2:8  | 1055  | 19    | 55,52  | 83,33  | 450 |
| 5     | Hans Sundquest       | 2:8  | 1496  | 29    | 51,58  | 45,45  | 270 |
| 6     | Heinrich Weingartner | 2:8  | 1035  | 27    | 38,33  | 125,00 | 285 |

| Platz | Name                | MP   | Pkte. | Aufn. | GD    | BED    | HS  |
| ----- | ------------------- | ---- | ----- | ----- | ----- | ------ | --- |
| 1     | Ludo Dielis         | 8:2  | 1853  | 36    | 51,47 | 133,33 | 382 |
| 2     | Siegfried Spielmann | 8:2  | 1646  | 41    | 40,14 | 80,00  | 181 |
| 3     | Hans Vultink        | 8:2  | 1899  | 50    | 37,98 | 80,00  | 260 |
| 4     | Jean Galmiche       | 4:6  | 1355  | 65    | 20,84 | 36,36  | 130 |
| 5     | Perona              | 2:8  | 1076  | 64    | 16,81 | 50,00  | 159 |
| 6     | Kurt Mastny         | 0:10 | 525   | 38    | 13,81 | -      | 105 |

| Platz | Name             | MP   | Pkte. | Aufn. | GD    | BED    | HS  |
| ----- | ---------------- | ---- | ----- | ----- | ----- | ------ | --- |
| 1     | Emile Wafflard   | 10:0 | 1500  | 38    | 39,47 | 100,00 | 287 |
| 2     | Dieter Müller    | 8:2  | 1307  | 53    | 24,66 | 30,00  | 222 |
| 3     | Lambert van Leur | 5:5  | 1074  | 47    | 22,85 | 37,50  | 103 |
| 4     | José Gálvez      | 4:6  | 1236  | 47    | 26,29 | 37,50  | 113 |
| 5     | Jean Lafaille    | 2:8  | 907   | 55    | 16,49 | 21,42  | 93  |
| 6     | Franz Stenzel    | 1:9  | 898   | 62    | 14,48 | 18,75  | 116 |

| Platz | Name              | MP   | Pkte. | Aufn. | GD    | BED   | HS |
| ----- | ----------------- | ---- | ----- | ----- | ----- | ----- | -- |
| 1     | Raymond Ceulemans | 10:0 | 1000  | 77    | 12,98 | 16,66 | 68 |
| 2     | Roland Dufetelle  | 6:4  | 878   | 133   | 6,60  | 8,00  | 68 |
| 3     | Henk de Kleine    | 6:4  | 844   | 158   | 5,34  | 6,45  | 45 |
| 4     | Günter Siebert    | 4:6  | 737   | 164   | 4,49  | 5,21  | 41 |
| 5     | Alejandro Munoz   | 2:8  | 624   | 158   | 3,94  | 4,65  | 43 |
| 6     | Otto Hitzinger    | 0:10 | 560   | 182   | 3,07  | -     | 20 |

| Platz | Name              | MP  | Pkte. | Aufn. | GD    | BED   | HS |
| ----- | ----------------- | --- | ----- | ----- | ----- | ----- | -- |
| 1     | Laurent Boulanger | 8:2 | 270   | 301   | 0,897 | 1,176 | 9  |
| 2     | Johann Scherz     | 6:4 | 289   | 283   | 1,021 | 1,176 | 8  |
| 3     | Richard Bitalis   | 6:4 | 296   | 339   | 0,873 | 0,967 | 7  |
| 4     | Henny de Ruijter  | 4:6 | 291   | 312   | 0,932 | 1,200 | 9  |
| 5     | August Tiedtke    | 4:6 | 261   | 330   | 0,790 | 1,016 | 8  |
| 6     | Avelino Rico      | 2:8 | 217   | 329   | 0,659 | 0,789 | 7  |